# SNCB AM08 sorozat
Az SNCB AM 08 sorozat egy belga Bo'Bo'+2'2'+Bo'Bo' tengelyelrendezésű háromrészes villamosmotorvonat-sorozat. A Siemens Desiro ML motorvonat-családba tartozik. A Siemens Mobility gyártja 2009 óta.

## Jellemzői
A járművek alacsony padlós bejáratokkal rendelkeznek a sínkorona felett 80 cm magasságban. A beszálló ajtók 1,3 méter szélességűek, az ülések nagy része lépcsők nélkül megközelíthető. Akadálymentesek ajtók és a  folyosók, valamint akadálymentesített a WC is. A járművek teljesen légkondicionáltak. Vizuális és hangos utastájékoztató rendszer tájékoztatja az utasokat. Az SF6500 típusú hagyományos forgóvázak a Siemens grazi gyárából hozzájárulnak a költséghatékony karbantartáshoz. Többek között kiforrott lengőkar-vezetőkkel, tekercsrugókkal és másodlagos légrugózással rendelkeznek, ami a Sprinter Lighttrain-ban használt SF6000 forgóvázak közvetlen továbbfejlesztésének eredménye. A legkisebb bejárható pályaívsugár 80 méter.
A motorvonatokat Trainguard 100 vonatbefolyásoló rendszerrel (ETCS 1. szint) és a belga TBL1 + rendszerrel szerelték fel. A két rendszer között megszakítás nélkül, menet közben is lehet váltani. Több összekapcsolt motorvonat egy vezetőállásból vezethető.